# Maloprodaja
Maloprodaja je prodaja dobara ili usluga krajnjem kupcu, potrošaču ili korisniku. Maloprodaje su dio sustava lanca opskrbe. Maloprodaje kupuju proizvode u velikim količinama od proizvođača ili veleprodaja, a zatim ih prodaju u manjim količinama krajnjem korisniku. Trgovina se može odvijati bilo na fiksnim lokacijama (lokalima, trgovinama ...) ili online.

## Osnove
Tržnica je mjesto gdje se razmjenjuju roba i usluge. Tradicionalno je tržnica gradski trg gdje su trgovci postavljali štandove i kupci mogli razgledati i kupiti robu. 
U određenim dijelovima svijeta, u maloprodajnim poslovima i dalje dominiraju male obiteljske trgovine. Trend vremena je da tržište sve više preuzimaju veliki trgovački lanci.
Maloprodaje se obično klasificiraju prema vrsti proizvoda kao što su primjerice:
- Prehrambeni proizvodi
- Roba s dužim vijekom trajanja - bijela tehnika, elektronika, namještaj, športska oprema, itd...
- Roba s kraćim vijekom trajanja ili potrošni materijal - odjeća, obuća itd. Roba koja se konzumira samo jednom ili ima ograničen rok trajanja.

## Vrste maloprodajnih objekata
- Robne kuće - velike prodavaonice koje nude veliki asortiman robe. Često su specijalizirane za određenu vrstu robe (namještaj, alati, ...).
- Outlet prodavaonice
- Specijalizirane prodavaonice - za određenu kategoriju robe ili usluga i pružaju visoku razinu usluga korisnicima.
- Hipermarketi
- Supermarketi - je prodavaonica samoposluživanja i sastoji se uglavnom od prehrambenih proizvoda i ograničenih količina neprehrambenih artikala.
- Tržni centri - imaju niz maloprodajnih objekata na jednom mjestu. I u njima se nude proizvodi, hrana i zabava pod istim krovom.
- Online-trgovine - kupac može kupovati preko interneta ili putem telefona i da mu se roba isporuči na kućnu adresu.
- Automati (za kavu, sokove, cigarete ...) - automatski uređaj gdje korisnici mogu ubaciti novac i dobiju proizvod.